# Tasmanien-Rundfahrt
Die Tasmanien-Rundfahrt ist ein australisches Etappenrennen im Straßenradsport.

## Geschichte
Die erste Austragung der Tasmanien-Rundfahrt fand 1930 statt; Sieger war der australische Radsport-Star Hubert Opperman. Die nächste Austragung erfolgte in Form zweier Rundfahrten erst 24 Jahre später, im Jahre 1954, als „The Mercury Tour of Tasmania“ und „The Examiner Tour of the North“. Die „Mercury Tour“ wurde nach zehn Austragungen wieder eingestellt, während die „Examiner Tour“ bis 1991 durchgeführt wurde. Seit 1996 heißt die Rundfahrt „Tour of Tasmania“, die mit Unterbrechungen ausgetragen wurde.

## Sonstiges
Die Tasmanien-Rundfahrt ist heute ein wichtiges Sprungbrett für australische Radrennfahrer, die international Rennen fahren wollen. Unter den Siegern befinden sich u. a. der Tour-de-France-Sieger von 2011, Cadel Evans, sowie der mehrfache Bahnrad-Weltmeister Cameron Meyer.

## Palmarès
| - 2018 Dylan Sunderland - 2017 Lionel Mawditt - 2016 Benjamin Dyball - 2015 Brad Evans - 2014 Patrick Bevin - 2013 Jack Haig - 2012 Lachlan Norris - 2011 Nathan Haas - 2010 Gordon McCauley - 2009 Bernard Sulzberger - 2008 Richie Porte | - 2007 Cameron Meyer - 2006 Kristian House - 2005 Shaun Higgerson - 2003–2004 nicht ausgetragen - 2002 Luke Roberts - 2001 nicht ausgetragen - 2000 Glen Alan Chadwick - 1999 Cadel Evans - 1998 Cadel Evans - 1997 Alan Iacuone - 1996 Stephen Hodge |

The Examiner Tour of the North
| - 1991 Grant Rice - 1990 Brian Fowler - 1989 nicht ausgetragen - 1988 Kevetoslav Palov - 1987 Barney St. George - 1986 Stephen Hodge - 1985 Michael Lynch - 1984 Jack Swart - 1983 Wayne Hildred - 1982 Wayne Dellar - 1981 Murray Hall - 1980 Geoff Skaines | - 1979 John Trevorrow - 1978 Michael Wilson - 1977 Gary Sutton - 1976 Remo Sansonetti - 1975 Remo Sansonetti - 1974 Remo Sansonetti - 1973 Barry Ulyatt - 1972 Donald Allan - 1971 Russell Tankard - 1970 Donald Allan - 1969 Kerry Wood - 1968 Kevin Morgan | - 1967 Alf Baker - 1966 Don Wilson - 1965 Ray Bilney - 1964 Mal Powell - 1963 Vic Brown - 1962 Vic Brown - 1961 Allan Grindal - 1960 Col Hymus - 1957–1959 nicht ausgetragen - 1956 Jim Nevin - 1955 Neil Geraghty - 1954 Colin McKay |

The Mercury Tour of Tasmania
| - 1962 Peter Panton - 1960 Ron Murray - 1961 Ron Murray - 1960 John O’Sullivan - 1959 Peter Panton - 1958 Peter Panton - 1957 Russell Mockridge - 1956 Eddie Smith - 1955 Ian Greenfield - 1954 Reginald Arnold |

Original Tour of Tasmania
- 1930  Hubert Opperman